# (6755) Solovʹyanenko
(6755) Solovʹyanenko (1976 YE1) – planetoida z pasa głównego asteroid okrążająca Słońce w ciągu 3,82 lat w średniej odległości 2,44 j.a. Odkryta 16 grudnia 1976 roku.